# Diego Fabbri
Diego Fabbri (Forlì, Emília-Romanya, 1911 - Riccione, Emília-Romanya, 1980) fou un dramaturg i periodista italià.
El seu món dramàtic es basa en la moral i la fe catòlica. Ha estat director de la "Fiera Letteraria" i director i guionista cinematogràfic.

## Obres
- Rancore ("Rancor", 1946)
- Inquisizione ("Inquisition", 1950)
- Il seduttore ("The Seducer", 1951)
- Processo di famiglia ("Trial of the family", 1953)
- Processo a Gesù ("The Trial of Jesus", 1955)
- La bugiarda ("The Deceitful Woman", 1956)
- Veglia d'armi ("Vigil of Arms", 1956)